# تاگوس

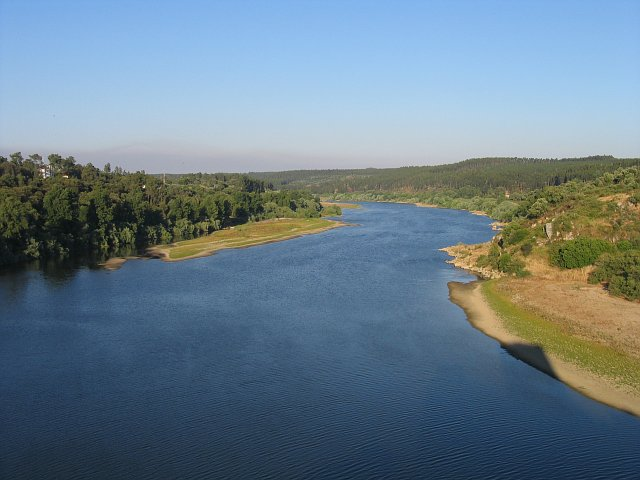
نمایی از رودخانه تاقوس

تاگوس (لاتین Tagus، اسپانیایی Tajo، پرتغالی Tejo) رودخانه دیرپایی در شبه جزیره ایبری است. این رودخانه ۱٬۰۳۸ کیلومتر درازا دارد که ۷۱۶ کیلومتر آن در خاک اسپانیا، ۴۷ کیلومتر آن در مرز پرتغال و اسپانیا و ۲۷۵ کیلومتر باقی‌مانده اش در خاک پرتغال جاری است. مساحت این رودخانه ۸۰٬۱۰۰ کیلومتر مربع است که پس از رودخانه دورو در اسپانیا، دومین رودخانه بزرگ در شبه جزیره ایبری محسوب می‌گردد. قسمت‌هایی از این رودخانه بسیار باریک و در مقابل قسمت‌هایی از آن نیز بسیار عریض هستند. این رودخانه پس از «قلعه المورول» وارد یک منطقه آبرفتی مستعد می‌شود. امروزه سد الکانترا، بسیاری از رودخانه‌ها، همانند رودخانه تاگوس را پرآب کرده‌است.